# 33.º distrito electoral de Chile (1990-2018)
El 33.º distrito electoral de Chile fue un distrito electoral de la Cámara de Diputados de Chile que existió desde 1990 hasta 2018. Ubicado en la Región de O'Higgins, ocupó el territorio correspondiente a parte de la Provincia de Cachapoal.

## Composición
El distrito estaba compuesto por las siguientes comunas:
- Codegua
- Coinco
- Coltauco
- Doñihue
- Graneros
- Machalí
- Malloa
- Mostazal
- Olivar
- Quinta de Tilcoco
- Rengo
- Requínoa

## Diputados históricos
- 1989-1993: Juan Pablo Letelier (PAIS)
- 1989-1993:  Andrés Chadwick (UDI)